# Jednostka regionalna Achaja

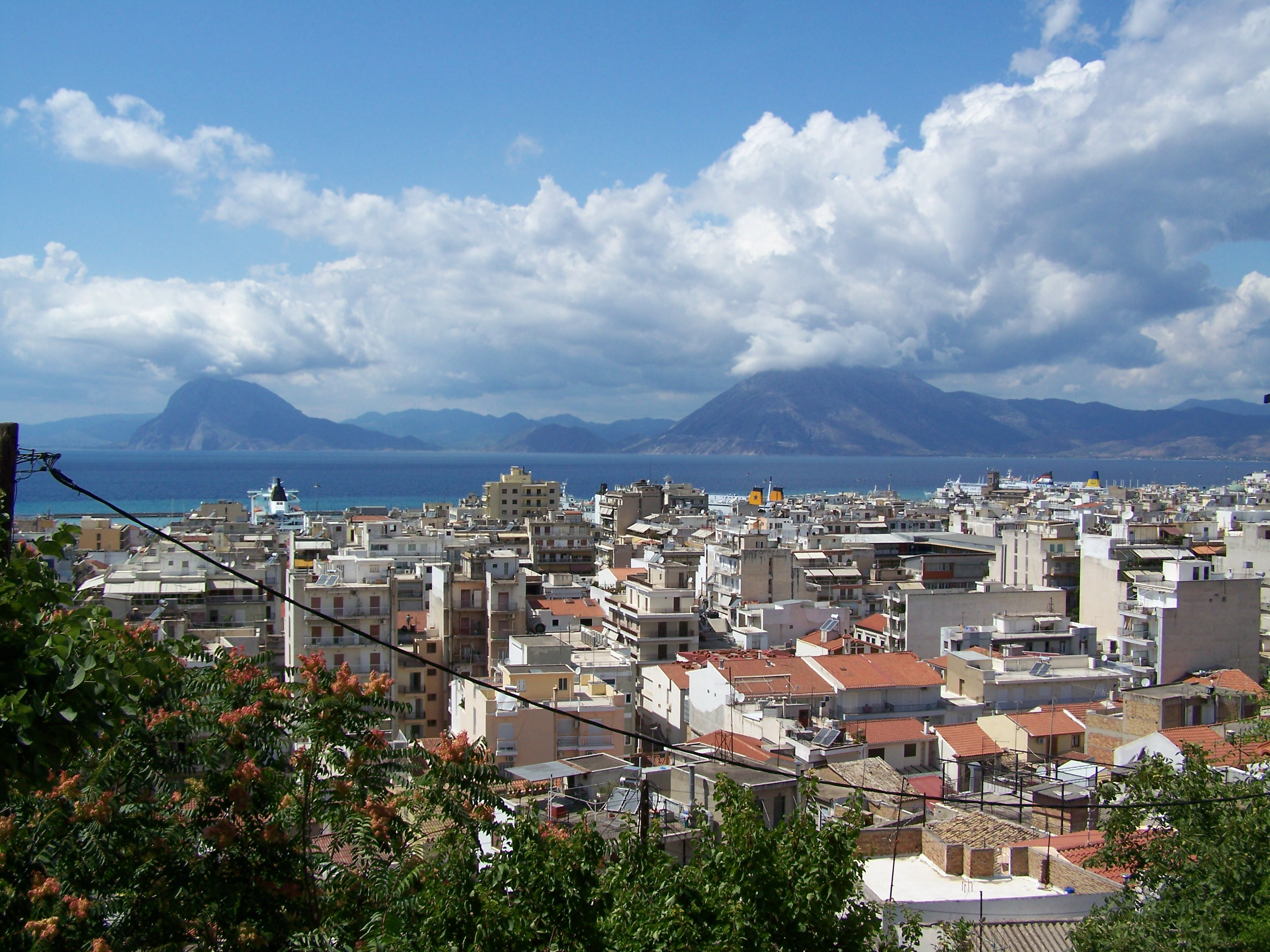
Patras, siedziba jednostki

Jednostka regionalna Achaja (nwgr.: Περιφερειακή ενότητα Αχαΐας) – jednostka administracyjna Grecji w regionie Grecja Zachodnia. Powołana do życia 1 stycznia 2011, liczy 302 tys. mieszkańców (2021).
W skład jednostki wchodzą gminy:
- Ejalia (2),
- Ditiki Achaja (3),
- Erimantos (4),
- Kalawrita (5),
- Patras (1).